# Волок (рибальська сітка)

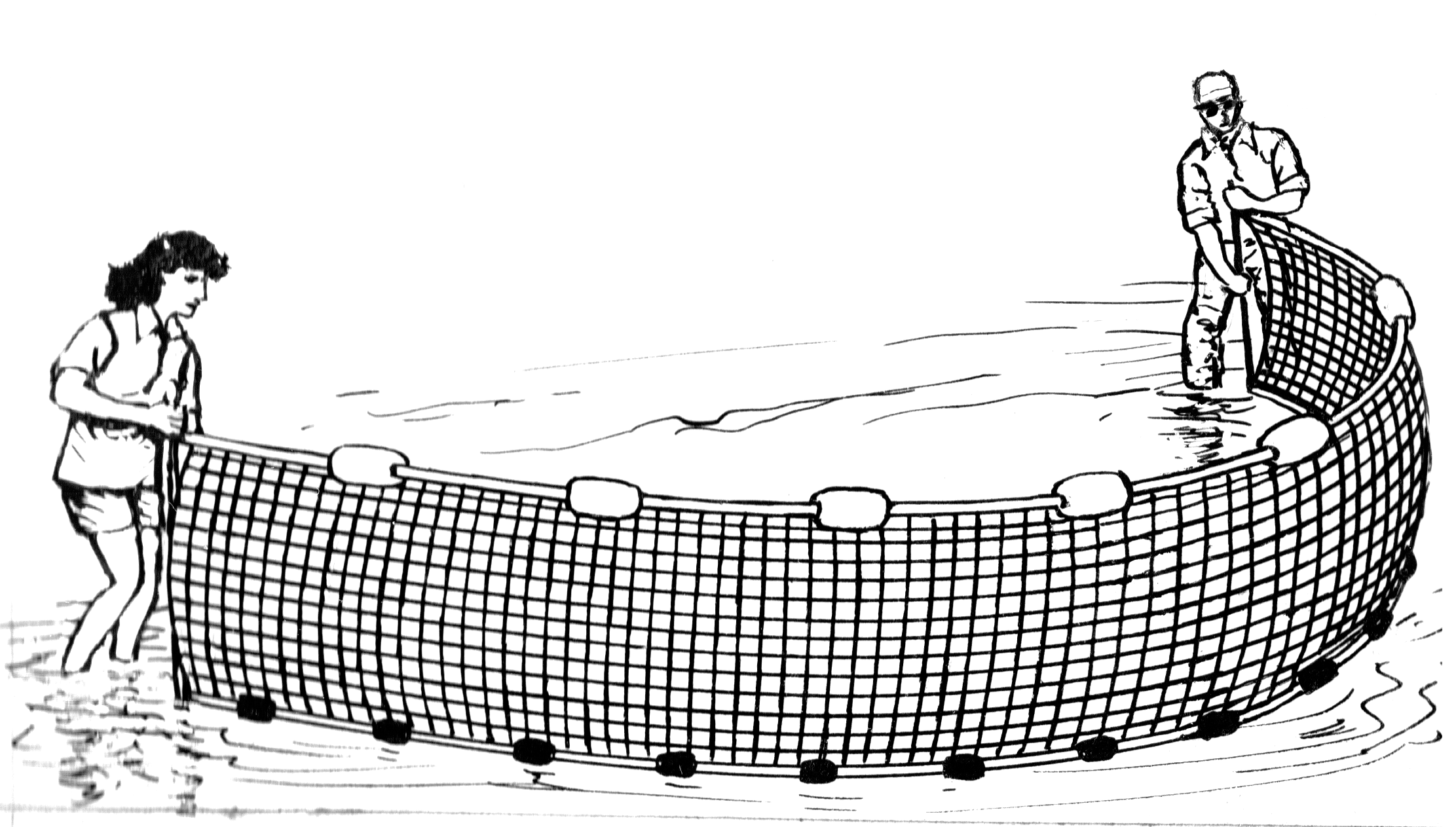
Волок

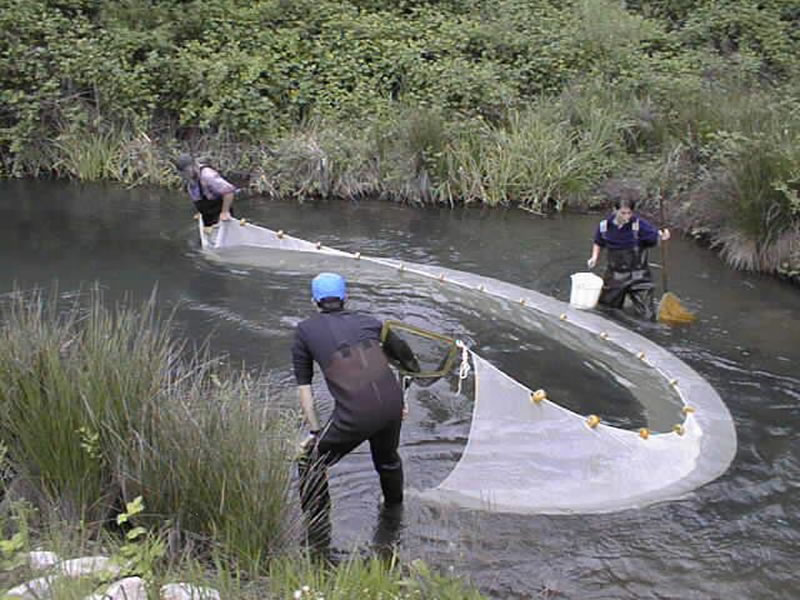
Лови риби волоком.

Во́лок — риболовне знаряддя для лову риби вдвох у неглибокій воді. Також інколи бре́день, бродак, бродниця (від «брести»).

## Загальний опис
Складається із трьох елементів: сітки-мішка (матні, гузиря) та двох бокових полотнищ, що в'яжуться із грубих міцних ниток у вигляді сітки. До кінців прив'язуються вертикальні палиці — клячі. Довжина волока — 10—100 м, висота 2—3 м (згідно зі словником Грінченка, довжина українського волока становила 3-6 сажнів, тобто 6-12 метрів). Вічка можуть мати різні розміри, залежно від розмірів ловленої риби: для лову широких риб (короп, сазан, лящ, карась тощо) розмір має бути в 5 разів менше довжини риби, для середніх — у 6,5 рази, для вузьких — у 10 разів.
Волок застосовують для ловлі риби і раків. Ним ловлять, заходячи в воду, протягуючи певний простір по воді і витягаючи знову на берег. Розповсюджений при ловлі риби на ставках, невеликих річках, примор'ї.